# Honda Acty
La Honda Acty es una serie de camionetas y camiones Kei hechos por el fabricante de automóviles japonés Honda, diseñados para el mercado doméstico japonés. "Acty" es un acortamiento de la palabra "Activity".
El Acty compite con el Subaru Sambar, el Suzuki Carry, el Piaggio Porter y el Mitsubishi Minicab.

## Historia
La gama Acty está diseñada para ser vehículos económicos y ágiles, y generalmente cadece de opciones de lujo, a pesar de que el acondicionamiento de aire y dirección asistida está disponible junto con varias opciones de decoración y personalización. La primera generación fue producida entre 1977 a 1988 (serie de modelo TA,TB,TC,VD,VH), los años de la segunda generación eran entre 1988-1999 (serie de modelo HA1, HA2, HH1, HH2 con el E05; HA3, HA4, HA5, HH3, HH4 con el EN07 en producción hasta 2011) y los años de la tercera generación fueron entre 1999-2009 (serie de modelo HA6, HA7, HH5, HH6 con E07Z motor) con la camioneta todavía en producción. La cuarta generación fue introducida en el 41.er Tokyo Motor Show del 2009 el 17 diciembre, en donde se demostró el HA8 series y se continuó el uso del motor E07Z. Desde la fusión del Subaru Sambar y Piaggio Porter, el camión Acty se ha convertido en el único Kei camión restante que no tiene el diseño con un motor delantero con tracción trasera.